# Крячиный
Крячиный (укр. Крячиний) — низкий песчаный остров в Геническом районе Херсонской области на юге Украины, к югу от города Геническ. Прилегает с севера к Арабатской стрелке, от которой отделён проливом Промоина. От материка его отделяет Генический пролив. С запада к острову прилегает остров Верблюжий. С востока омывается Утлюкским лиманом Азовского моря, с запада — заливом Сиваш.
Получил название от крачек.

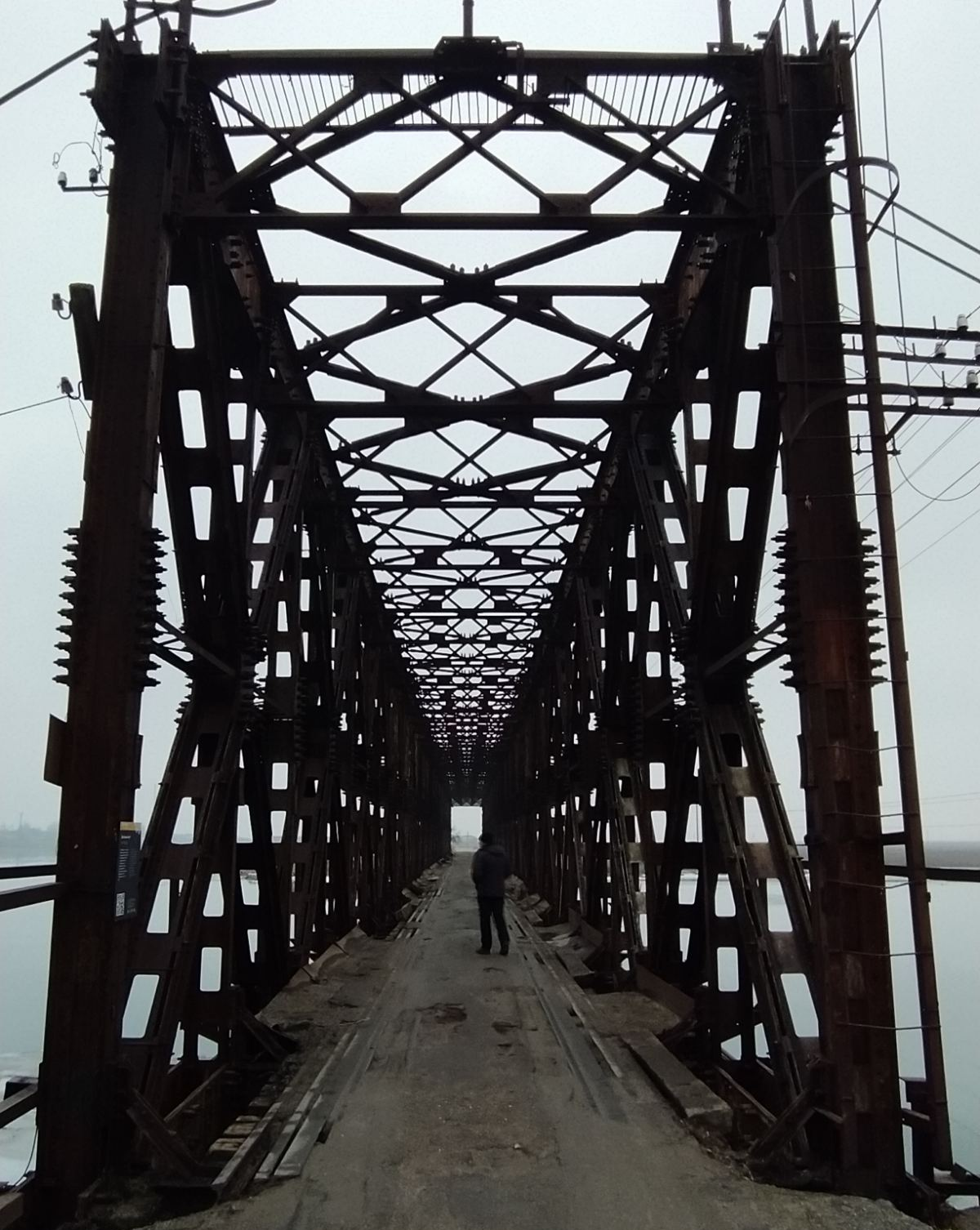
Генический железный мост

Пролив Промоина образовался во время экстремального шторма 7—11 марта 1970 года, который привел к затоплению Арабатской косы и образованию промоин в её северной и южной частях.
Остров связан двумя мостами через Генический пролив и одним мостом — через пролив Промоина. Генический железный мост через Генический пролив возведён в 1951 году рядом с деревянным мостом, разрушенным во время Великой Отечественной войны. В 1980-х годах рядом построен бетонный автомобильный мост. В ходе вторжения России на Украину автомобильный мост через пролив Промоина был взорван. Восстановлен в конце 2022 года.